# Ministerstwo Budownictwa i Przemysłu Materiałów Budowlanych
Ministerstwo Budownictwa i Przemysłu Materiałów Budowlanych – urząd ministra, centralny organ administracji rządowej, członek Rady Ministrów, powołany w celu kierowania i zarządzania całokształtem spraw związanych z budownictwem i materiałów dla budownictwa.
Ministerstwo miało siedzibę przy ulicy Żurawiej 3/5 w Warszawie.

## Powołanie urzędu
Na podstawie ustawy z 1957 r. o zmianach w organizacji i zakresie działania naczelnych organów administracji państwowej w niektórych gałęziach przemysłu, budownictwa i komunikacji ustanowiono nowy urząd, który powstał z połączenia urzędu Ministra Budownictwa oraz Ministra Materiałów Budowlanych.

## Zakres działania urzędu
Do zakresu działania urzędu należały sprawy:
- przemysłu materiałów budowlanych,
- projektowanie i realizacja budownictwa ogólnego w miastach i osiedlach, zakładach,
- urządzeń i instalacji przemysłowych, energetycznych,
- wielkich budowli wodnych, urządzeń żeglugowych i inżynieryjnych,
- ustalanie norm i przepisów w zakresie działalności państwowych przedsiębiorstw budowlanych,
- sprawy produkcji i zbytu materiałów budowlanych,
- prowadzenie zakładów usługowych i wytwórczych związanych z budownictwem i przemysłem materiałów budowlanych,
- organizacji pomocy technicznej dla indywidualnego i spółdzielczego budownictwa na wsi,
- normowania kosztorysowego w zakresie ustalonym ze szczególnymi przepisami,
- normowania technicznego,
- przepisów techniczno-budowlanych,
- prac naukowo-badawczych w dziedzinie budownictwa i technologii produkcji materiałów w budowlanych.

## Szczegółowy zakres działania
Na podstawie rozporządzenia Rady Ministrów z 1962 r. szczegółowy zakresu działania obejmował sprawy:
- projektowania obiektów budownictwa powszechnego i specjalnego przez podległe bądź nadzorowane jednostki projektowania,
- budowy obiektów budownictwa powszechnego i specjalnego, a w szczególności: mieszkaniowego, administracyjnego, gospodarczego, socjalnego i kulturalnego oraz przemysłowego w zakresie zakładów wytwórczych i przetwórczych, elektrowni, urządzeń klimatyzacyjnych i energetycznych, konstrukcji stalowych, instalacji przemysłowych i elektrycznych, urządzeń żeglugowych, mostów i innych obiektów inżynieryjnych, zakładów, budowli i urządzeń wodnych, większych obiektów sanitarno-inżynieryjnych, z wyjątkiem budownictwa należącego do właściwości innych ministrów,
- produkcji i zbytu w kraju materiałów budowlanych, a w szczególności: cementu, wapna, gipsu i innych materiałów wiążących, wyrobów ceramiki budowlanej, wyrobów z betonów lekkich i ciężkich, wyrobów silikatowych, kamienia budowlanego, kruszywa naturalnego i sztucznego, surowców mineralnych dla potrzeb budownictwa i przemysłu materiałów budowlanych, materiałów izolacyjnych, szkła budowlanego i gospodarczego, wyrobów z ceramiki szlachetnej, stolarskich elementów budowlanych, okuć budowlanych,
- projektowania technologicznego w zakresie potrzeb resortu,
- działalności usługowej i pomocniczej dla wykonywanego przez podległe i nadzorowane przedsiębiorstwa wykonawstwa budowlano-montażowego i produkcji materiałów budowlanych, remontu ciężkich maszyn budowlanych - z wyjątkiem maszyn typu specjalnego - dla wszystkich przedsiębiorstw państwowych; produkcji sprzętu budowlanego i części zamiennych do tego sprzętu oraz do maszyn i urządzeń technicznych budownictwa i przemysłu materiałów budowlanych, wytwarzanych w zakładach podległych,
- branżowego transportu budownictwa i przemysłu materiałów budowlanych,
- prac górniczych oraz działalności geologicznej w zakresie eksploatacji złóż surowców materiałów budowlanych i rozpoznania warunków geologiczno-inżynieryjnych dla budownictwa w zakresie potrzeb resortu.

## Zniesienie urzędu
Na podstawie ustawy z 1985 r. o zmianach w organizacji oraz zakresie działania niektórych naczelnych i centralnych organów administracji państwowej zniesiono urząd Ministra Budownictwa i Przemysłu Materiałów Budowlanych.